# V.League 1 2011
Die V.League 1 2011, aus Sponsorengründen auch als Eximbank V.League 1 bekannt, war die 28. Spielzeit der höchsten vietnamesischen Fußballliga seit ihrer Gründung im Jahr 1980. Die Saison begann am 22. Januar und endete am 21. August 2011. Titelverteidiger war Hà Nội T&T.

## Mannschaften
| Verein              | Beheimatet in, Provinz  | Stadion            |
| ------------------- | ----------------------- | ------------------ |
| Becamex Bình Dương  | Thủ Dầu Một, Bình Dương | Gò-Đậu-Stadion     |
| Đồng Tâm Long An    | Tân An, Long An         | Long An Stadium    |
| FC Đồng Tháp        | Cao Lãnh, Cao Lãnh      | Cao Lãnh Stadium   |
| Hà Nội ACB          | Hanoi                   | Hàng-Đẫy-Stadium   |
| Hòa Phát Hà Nội FC  | Hanoi                   | Hàng-Đẫy-Stadium   |
| Hoàng Anh Gia Lai   | Pleiku, Gia Lai         | Pleiku Stadium     |
| Khatoco Khánh Hòa   | Nha Trang, Khánh Hòa    | Nha Trang Stadium  |
| Lam Sơn Thanh Hóa   | Thanh Hóa, Thanh Hóa    | Thanh Hóa Stadium  |
| Navibank Sài Gòn FC | Ho-Chi-Minh-Stadt       | Thống Nhất Stadium |
| SHB Đà Nẵng         | Đà Nẵng                 | Chi Lăng Stadium   |
| Sông Lam Nghệ An    | Vinh, Nghệ An           | Vinh Stadium       |
| Hà Nội T&T          | Hanoi                   | Hàng Đẫy Stadium   |
| Vicem Hải Phòng     | Hải Phòng               | Lạch Tray Stadium  |
| Vissai Ninh Bình FC | Ninh Bình, Ninh Bình    | Ninh Bình Stadium  |

## Abschlusstabelle
Stand: Saisonende 2011
| Pl. | Verein               | Sp. | S  | U | N  | Tore    | Diff. | Punkte |
| --- | -------------------- | --- | -- | - | -- | ------- | ----- | ------ |
| 1.  | Sông Lam Nghệ An (P) | 26  | 15 | 4 | 7  | 048:290 | +19   | 49     |
| 2.  | Hà Nội T&T (M)       | 26  | 13 | 7 | 6  | 051:310 | +20   | 46     |
| 3.  | SHB Đà Nẵng          | 26  | 12 | 8 | 6  | 049:320 | +17   | 44     |
| 4.  | Vissai Ninh Bình FC  | 26  | 11 | 6 | 9  | 037:350 | +2    | 39     |
| 5.  | FC Đồng Tháp         | 26  | 10 | 7 | 9  | 038:440 | −6    | 37     |
| 6.  | Becamex Bình Dương   | 26  | 9  | 9 | 8  | 040:420 | −2    | 36     |
| 7.  | Lam Sơn Thanh Hóa    | 26  | 9  | 7 | 10 | 044:410 | +3    | 34     |
| 8.  | Navibank Sài Gòn FC  | 26  | 9  | 7 | 10 | 036:370 | −1    | 34     |
| 9.  | Hoàng Anh Gia Lai    | 26  | 8  | 8 | 10 | 049:460 | +3    | 32     |
| 10. | Hòa Phát Hà Nội FC   | 26  | 9  | 5 | 12 | 038:400 | −2    | 32     |
| 11. | Khatoco Khánh Hòa    | 26  | 9  | 5 | 12 | 028:340 | −6    | 32     |
| 12. | Vicem Hải Phòng      | 26  | 7  | 9 | 10 | 028:400 | −12   | 30     |
| 13. | Đồng Tâm Long An     | 26  | 8  | 6 | 12 | 031:440 | −13   | 30     |
| 14. | Hà Nội ACB (N)       | 26  | 8  | 2 | 16 | 036:580 | −22   | 26     |

| Zum Saisonende 2011: |
| Vietnamesischer Meister und Teilnahme an der Gruppenphase des AFC Cup 2012 Vietnamesischer Pokalsieger und Teilnahme an der Gruppenphase des AFC Cup 2012 Abstieg in die V.League 2 |

| Zum Saisonende 2010: |                                           |
| (M)                  | Amtierender Meister: Hà Nội T&T           |
| (P)                  | Amtierender Pokalsieger: Sông Lam Nghệ An |
| (N)                  | Aufsteiger aus der zweiten Liga           |

## Beste Torschützen
Stand: Saisonende 2011
| Platz | Spieler                  | Mannschaft          | Tore |
| ----- | ------------------------ | ------------------- | ---- |
| 1.    | Gastón Merlo             | SHB Đà Nẵng         | 22   |
| 2.    | Evaldo Goncalves         | Hoàng Anh Gia Lai   | 20   |
| 3.    | Hoàng Vũ Samson          | FC Đồng Tháp        | 17   |
| 4.    | Timothy Anjembe          | Hòa Phát Hà Nội FC  | 16   |
| 4.    | Lucas Cantoro            | Hà Nội ACB          | 16   |
| 6.    | Pape Omar Fayé           | FLC Thanh Hóa       | 15   |
| 7.    | Gustavo Dourado          | Vissai Ninh Bình FC | 14   |
| 8.    | Gonzalo Damian Marronkle | Hà Nội T&T          | 12   |
| 9.    | Thiago Rocha             | Vicem Hải Phòng     | 11   |
| 11.   | Leandro                  | Becamex Bình Dương  | 10   |
| 11.   | Andre Fagan              | Sông Lam Nghệ An    | 10   |
| 11.   | Hoàng Đình Tùng          | FC Thanh Hóa        | 10   |
| 11.   | Lê Công Vinh             | Hà Nội T&T          | 10   |
| 15.   | Agostinho                | Khatoco Khánh Hòa   | 9    |
| 15.   | Sunday Emmanuel          | FC Thanh Hóa        | 9    |
| 15.   | Devon Hodges             | Sông Lam Nghệ An    | 9    |
| 15.   | Danny Mrwanda            | Đồng Tâm Long An    | 9    |
| 15.   | Nguyễn Văn Quyết         | Hà Nội T&T          | 9    |
| 15.   | Philani                  | Becamex Bình Dương  | 9    |
| 15.   | Antonio Carlos           | Đồng Tâm Long An    | 9    |